# Justizvollzugsanstalt Tacumbú

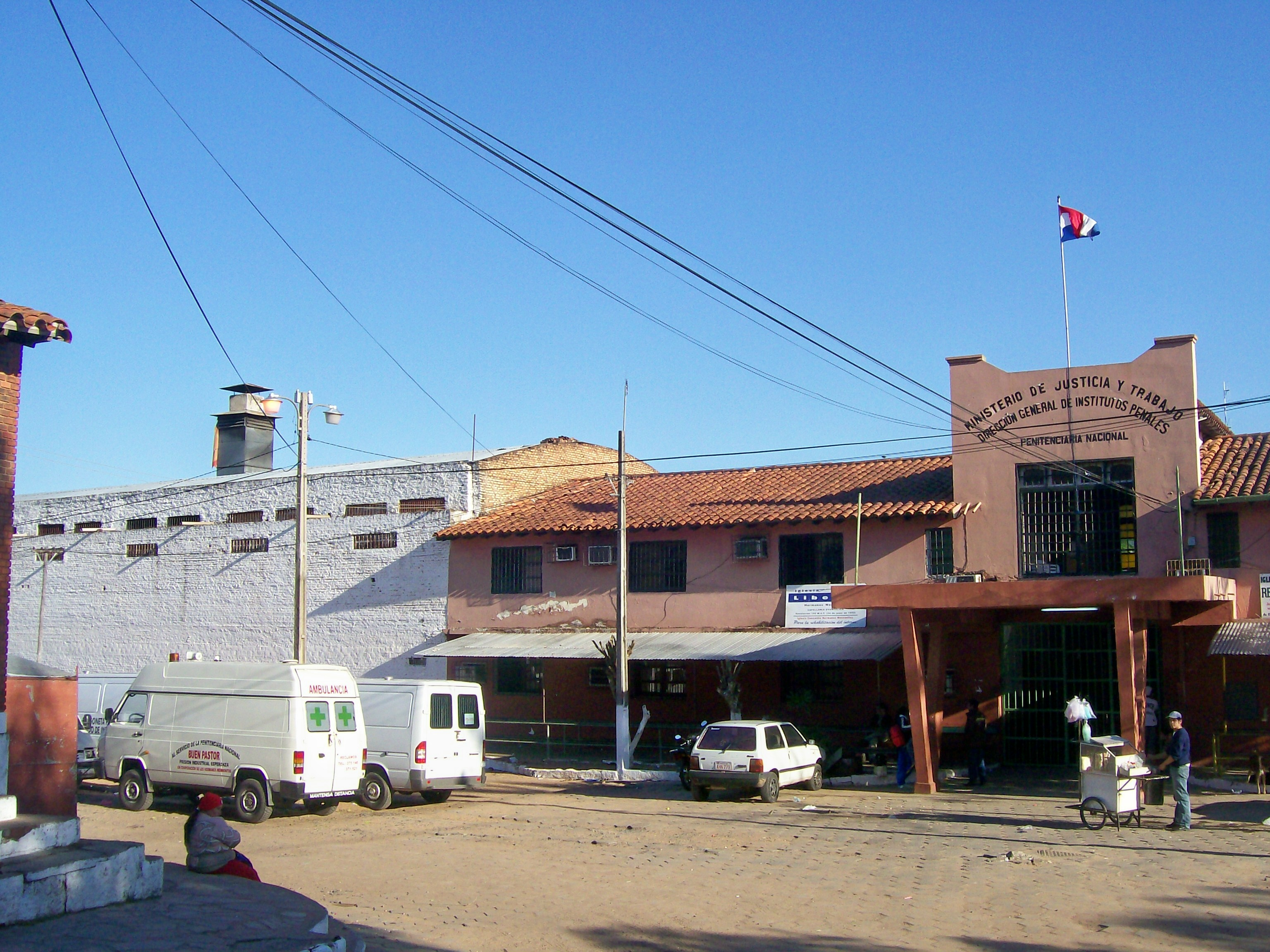
Justizvollzugsanstalt Tacumbú

Die Justizvollzugsanstalt Tacumbú ist ein Gefängnis in Tacumbú, einem Barrio von Asunción, Paraguay.
Das Gefängnis war bei seiner Eröffnung, 1956, für 800 Gefangene ausgelegt. Es war jedoch sehr schnell überfüllt, so dass die Kapazität zeitnah auf 1.500 Plätze ausgeweitet wurde.
Im Jahr 2020 waren bereits über 4.000 Menschen in Tacumbú inhaftiert.
2019 beklagte der damalige Gefängnisdirektor, Jorge Fernández, in einem Interview, dass pro Dienstschicht nur 40 bis 43 Wärter für rund 4.000 Gefangene verantwortlich seien. Dabei wären in seinen Augen mindestens 100 Beamte notwendig, um internen Drogen- und Waffenhandel sowie Gewalt unter den Gefangenen einzuschränken. Zum Zeitpunkt des Interviews waren nur etwa 25 % der Gefangenen rechtskräftig verurteilt, während rund 75 % noch auf ihre Gerichtsverhandlung warten. (Dieser Zustand hat sich seit 2012 nicht gebessert, als von 3.553 Insassen nur 850 verurteilt waren.)
In Paraguay werden Angehörigen bis zu vier Besuche wöchentlich ermöglicht, so dass sich an Wochenenden bis zu 7.000 Besucher gleichzeitig innerhalb des Gefängnisses aufhalten.
Immer wieder gibt es Berichte über von Häftlingen gelegte Feuer, Geiselnahmen und Morde an Wärtern oder Mitgefangenen.
So kamen beispielsweise bereits 2016 bei einem Brand in Tacumbú sechs Menschen ums Leben.
2019 kam es zu mindestens 12 bestätigten Todesfällen bei einem Kampf zwischen den Banden Primeiro Comando da Capital und dem Rotela Clan.
Über 500 Insassen leben in einem von den Mennoniten geführten und auch finanziell unterstützten Trakt namens ‚Pabellon Libertad‘.
Dass es auch im Jahr 2021 nicht ruhiger geworden ist, zeigt ein Bericht über eine Häftlingsrevolte mit mehreren Toten. Hierbei kam es zur Übernahme von Teilen des Gefängnisses durch die Insassen sowie zur Geiselnahme mehrerer Wärter.
2020 hielt sich der britische Reporter Raphael Rowe für die Netflix-Serie Die härtesten Gefängnisse der Welt mehrere Tage im Gefängnis von Tacumbú auf. Seine Aufzeichnungen vermitteln ein erschütterndes Gesamtbild und bestätigen alle oben genannten Fakten sehr eindrucksvoll.
Zu den prominenten Insassen zählten unter anderem Jürgen Hass, Adolfo Trotte und Jarvis Chimenes Pavao.